# Сікама (Міяґі)

38°32′56″ пн. ш. 140°51′0″ сх. д. / 38.54889° пн. ш. 140.85000° сх. д.
Сіка́ма (яп. 色麻町, しかまちょう, МФА: [ɕi̥ kama t͡ɕoː]) — містечко в Японії, в повіті Камі префектури Міяґі. Станом на 1 жовтня 2008 площа містечка становила 109,23 км². Станом на 1 січня 2009 населення містечка становило 7609 осіб.